# Eugen Tanner
Eugen Tanner (* 23. April 1896 in Herisau; † 25. Oktober 1978 in Basel; heimatberechtigt in Herisau) war ein Schweizer Textilunternehmer und Politiker aus dem Kanton Appenzell Ausserrhoden.

## Leben
Eugen Tanner war ein Sohn von Eugen Tanner, Stickereiunternehmer, Gemeinderat und Kantonsrat, und Jeanne Heer. Im Jahr 1921 heiratete er Marianne Burckhart, Tochter Albrecht Burckhardt. Er absolvierte das Gymnasium in St. Gallen. Anschliessend folgte eine Ausbildung zum Kaufmann im französischen und spanischen Sprachraum. 1922 erhielt Tanner die Prokura in der von Vater und Onkel geführten Stickereifirma, die er 1934 als Folge der Textilkrise liquidieren musste. Danach war er Teilhaber der Textilhandelsfirma Sturzenegger & Tanner in St. Gallen. Als Mitglied der Fortschrittlichen Bürgerpartei, der späteren Freisinnig-Demokratische Partei, war er von 1934 bis 1939 Gemeinderat in Herisau. Er sass von 1939 bis 1943 im Kantonsrat. Von 1943 bis 1954 amtierte Tanner als Ausserrhoder Regierungsrat in der Volkswirtschaftsdirektion und ab 1951 in der Erziehungsdirektion. Er war Präsident der Konferenz der Erziehungs- sowie der Volkswirtschaftsdirektoren der Schweiz. Tanner präsidierte die Aufsichtskommission der Heil- und Pflegeanstalt Herisau und war Mitgründer der Stiftung Saalbau zum Casino Herisau.